# Adam-lès-Vercel
Adam-lès-Vercel é uma comuna francesa na região administrativa de Borgonha-Franco-Condado, no departamento de Doubs. Estende-se por uma área de 3,19 km². Em 2010 a comuna tinha 107 habitantes (densidade: 33,5 hab./km²).